# Нароков, Михаил Семёнович
Михаил Семёнович Нароков (14 (26) февраля 1879 — 25 июня 1958) — русский и советский театральный и киноактёр и режиссёр. Один из корифеев Малого театра в Москве. Народный артист РСФСР (1937).
Настоящая фамилия — Якубов.

## Биография

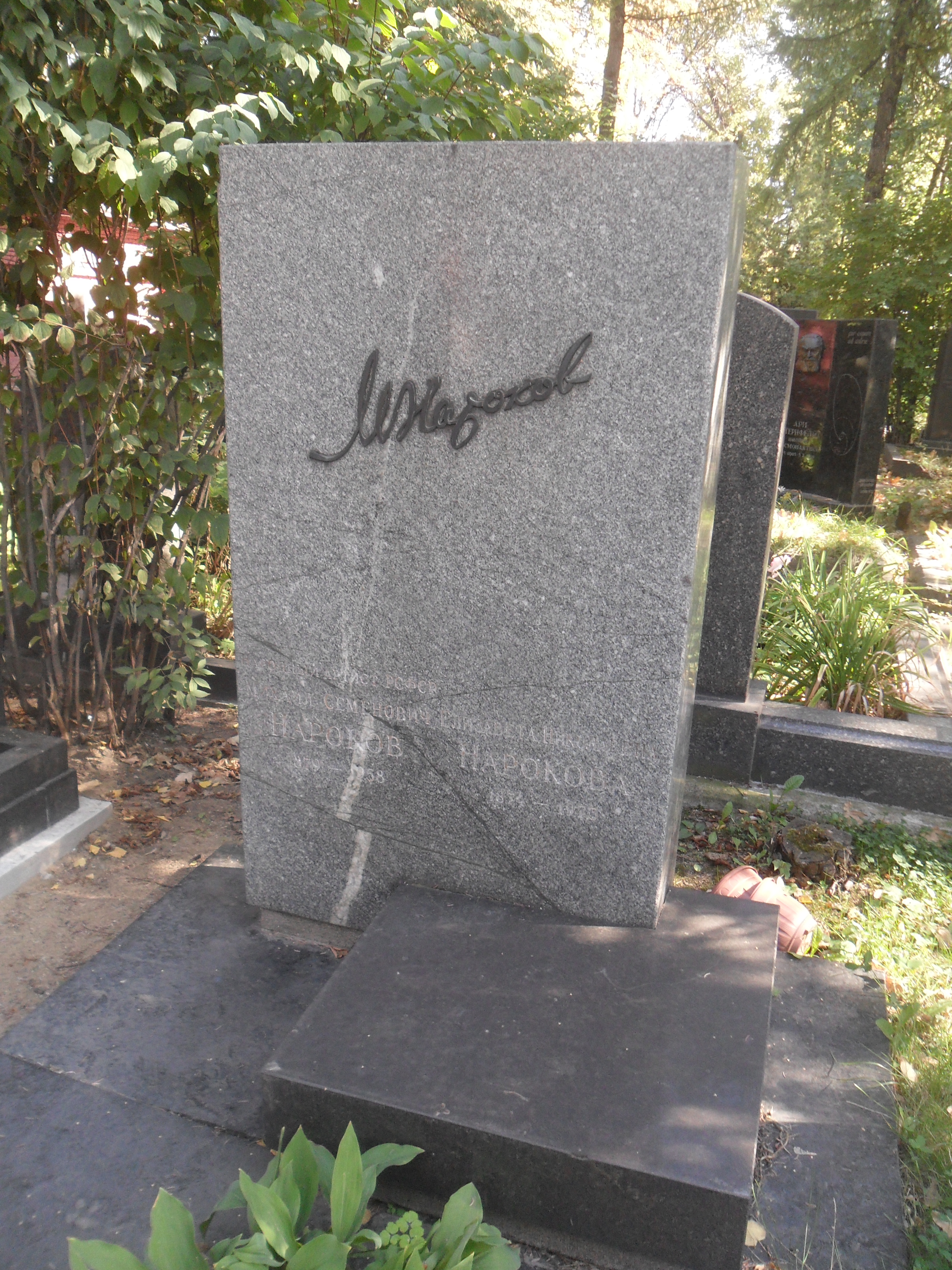
Могила Нарокова на Новодевичьем кладбище Москвы.

Сценическую деятельность начал в 1896 году в труппе П. А. Соколова-Жамсона в Мелитополе, затем — актёр театров Дюковой (Харьков), Соловцова (Киев), с 1901 — «Нового театра» Л. Яворской. С 1906 — актёр Товарищества новой драмы под руководством В. Э. Мейерхольда (в Тифлисе и Полтаве), с 1909 — Театра В. Комиссаржевской, в 1916—1918 — актёр московского Театра Суходольской. С 1918 — актёр бывшего Театра Корша, где сыграл Дантона («Смерть Дантона» Г. Бюхнера).
С 1 сентября 1920 — актёр и режиссёр Малого театра, проработал на его сцене до 16 ноября 1949.
Творческий архив артиста принят на хранение в РГАЛИ (ф. 2404, 185 д., 1890-е гг.—1958).

## Малый театр
Театральная энциклопедия отмечает: «Н. обладал большим темпераментом; у него было выразит. лицо, величавая фигура, низкий бархатный голос. В своих сценич. образах Н. стремился передавать борьбу страстей в душах героев, трагич. потрясения, исполнительская манера отличалась сдержанностью, внутренней силой».

### Роли в Малом театре
Сезон 1920/21: Перейденов («Холопы» П. П. Гнедича)
Сезон 1921/22:
Несчастливцев («Лес» А. Н. Островского);
Кромвель («Оливер Кромвель» А.Луначарского); Борлейф («Мария Стюарт» Ф. Шиллера);
Симонс («Флорентийская трагедия» О. Уайльда);
Шалыгин («Воевода» А. Н. Островского);
Паратов («Бесприданница» А. Н. Островского);
Отар-бек («Измена» А. И. Сумбатова);
Демурин («Цена жизни» В. И. Немировича-Данченко)
Сезон 1924/25:
Юлий Цезарь («Юлий Цезарь» У. Шекспира);
Антонии Старкведер («Волчьи души» Дж. Лондона);
Острогин («Ночной туман» А. И. Сумбатова);
Прибытков («Последняя жертва» А. Н. Островского)
Сезон 1925/26:
Верина («Заговор Фиеско в Генуе» Ф. Шиллера);
Саргал Ниниб («Загмук» А. Г. Глебова);
Фриденталь («За океаном» Я. М. Гордина);
Петр I («Смерть Петра I» Н. Н. Шаповаленко);
Клод Фролло («Собор Парижской богоматери» по В. Гюго);
Мистер Ллойд («Иван Козырь и Татьяна Русских» Д. П. Смолина); Краснов («Грех да беда на кого не живёт» А. Н. Островского, в собственной постановке)
Сезон 1926/27:
Деегрут («Бархат и лохмотья» А. В. Луначарского)
Сезон 1927/28:
Бартлет («Золото» Ю. О’Нила)
Сезон 1928/29:
Патр Дюфур («Пока они сражались» Б. А. Вакса и Э. Э. Мааттерна);
Исправник («Альбина Мегурская» Н. Н. Шаповаленко)
Сезон 1930/31:
Толоконников («Растеряева улица» М. С. Нарокова по Г. Успенскому)
Сезон 1933/34:
Яков Бардин («Враги» М. Горького)
Сезон 1935/36:
Трифонов («Растеряева улица» М. С. Нарокова по Г. Успенскому);
Потрохов («В чужом пиру похмелье» М. С. Нарокова по А. Н. Островскому);
Петрыгин («Скутаревский» Л. М. Леонова)
Сезон 1936/37:
Профессор Черных («Слава» В. М. Гусева)
Сезон 1939/40:
Де Сильва («Уриэль Акоста» К. Гуцкова)
Сезон 1941/42:
От автора («Отечественная война 1812 года» по Л. Н. Толстому);
Дудукин («Без вины виноватые» А. Н. Островского)
Сезон 1942/43:
Таланов («Нашествие» Л. М. Леонова)
Сезон 1944/45:
Воротынский («Иван Грозный» А. Н. Толстого)
Сезон 1947/48:
Григорий Варламыч («Минувшие годы» Н. Ф. Погодина)

### Режиссёрские постановки
- 1926 — «Грех да беда на кого не живёт» А. Н. Островского
- 1927 — «Пока они сражались» Б. А. Вакса и Э. Э. Маттерна по роману В. Сириля и Э. Берже
- 1929 — «Растеряева улица» М. С. Нарокова по Г. И. Успенскому
- 1930 — «Смена героев» Б. С. Ромашова
- 1932 — «Разгром» драматическая поэма А. А. Фадеева и М. С. Нарокова по роману А. А. Фадеева
- 1934 — «В чужом пиру похмелье» сцены московской жизни в 3 д. из пьес А. Н. Островского «В чужом пиру похмелье», «Тяжёлые дни», «Семейная картина», «Трудовой хлеб». Композиция М. С. Нарокова
- 1935 — «Соло на флейте» И. К. Микитенко
- 1937 — «Скупой рыцарь», «Моцарт и Сальери», «Каменный гость» — из «Маленьких трагедий» А. С. Пушкина

## Фильмография

### Сценарист
- 1918 — «Катастрофа власти» — автор сценария

### Актёр
- 1917 — «Набат» — миллионер Железнов
- 1918 — «Катастрофа власти» — ?, главная роль
- 1918 — «Таис» — старец Пафнутий
- 1927 — «Земля в плену» — Бельский, помещик
- 1927 — «Человек из ресторана» — Карасёв, фабрикант
- 1927 — «Яд» — ответственный работник
- 1929 — «Разлом»
- 1932 — «Друзья совести» («Пылающий Рур», «Восстание в Руре»)
- 1935 — «Вражьи тропы» — Епифан Окатов

### Режиссёр
- 1919 — «Володя и Володька»
- 1919 — «Смельчак» (Фильм сохранился не полностью)
- 1919 — «Трое»
- 1919 — «Чаша искупления»

## Книга
Воспоминания «Биография моего поколения» (М., Издательство: Всероссийское театральное общество, 1956 г. 304 стр.).

## Признание и награды
- Два ордена Трудового Красного Знамени (23.09.1937 — за выдающиеся заслуги в деле развития русского театрального искусства; 26.10.1949)
- Народный артист РСФСР (23.09.1937)